# Ailurophobie
Unter Ailurophobie (von altgriechisch αἴλουρος aíluros, deutsch ‚Katze‘, und φόβος phóbos, deutsch ‚Furcht‘; andere Transkriptionen: Aelurophobie, Elurophobie) versteht man die Angst vor Katzen. Seltener verwendete Begriffe für diese Verhaltensweise sind Felinophobie, Galeophobie (eigentlich „Wieselfurcht“; da die Griechen lange nur Wiesel kannten, wurden Katzen anfangs als Wiesel bezeichnet) und Gatophobie (neuzeitliches, germanischstämmiges Lehnwort).